# هه‌گوم (ترانه)
«هه‌گوم» (انگلیسی: Haegeum; کره‌ای: 해금; lit. Unblock) ترانه‌ای از خواننده اهل کره جنوبی، شوگا از بی‌تی‌اس است که با نام هنری آگوست دی نیز شناخته می‌شود. این ترانه در ۲۱ آوریل ۲۰۲۳ توسط بیگ هیت میوزیک به عنوان دومین تک‌آهنگ نخستین آلبوم استودیویی شوگا به نام روز دی منتشر شد. ترانه‌سرایی و تهیه‌کنندگی این ترانه بر عهدهٔ شوگا بوده است و یک ترانهٔ هیپ هاپ است که به موضوعات آزادی و رهایی می‌پردازد.

## جدول‌های موسیقی
| جدول (۲۰۲۳)                                  | بالاترین جایگاه |
| -------------------------------------------- | --------------- |
| کانادا (کانادا هات ۱۰۰)                      | ۷۴              |
| گلوبال ۲۰۰ (بیلبورد)                         | ۱۵              |
| یونان اینترنشنال (آی‌اف‌پی‌آی)                  | ۳۹              |
| مجارستان (۴۰ تک‌آهنگ برتر)                    | ۴               |
| تک‌آهنگ‌های بین‌المللی هند (آی‌ام‌آی)             | ۵               |
| اندونزی (بیلبورد)                            | ۱۹              |
| ژاپن (ژاپن هات ۱۰۰)                          | ۶۶              |
| تک‌آهنگ‌های دیجیتال ژاپن (اوریکون)             | ۷               |
| ژاپن استریمینگ (اوریکون)                     | ۴۵              |
| لیتوانی (بیلبورد)                            | ۴۸              |
| مالزی اینترنشنال (بیلبورد)                   | ۱۷              |
| تک‌آهنگ‌های داغ نیوزیلند (آرام‌ان‌زی)            | ۷               |
| فیلیپین (بیلبورد)                            | ۲۵              |
| سنگاپور (آرآی‌ای‌اس)                           | ۱۶              |
| کره جنوبی (گائون)                            | ۶۹              |
| تک‌آهنگ‌های بریتانیا (اوسی‌سی)                  | ۷۷              |
| بیلبورد هات ۱۰۰ ایالات متحده                 | ۵۸              |
| فروش ترانه‌های دیجیتال ایالات متحده (بیلبورد) | ۱               |
| ویتنام (ویتنام هات ۱۰۰)                      | ۵               |

| جدول (۲۰۲۳)       | بالاترین جایگاه |
| ----------------- | --------------- |
| کره جنوبی (گائون) | ۱۲۱             |